# Pedro Armendáriz junior

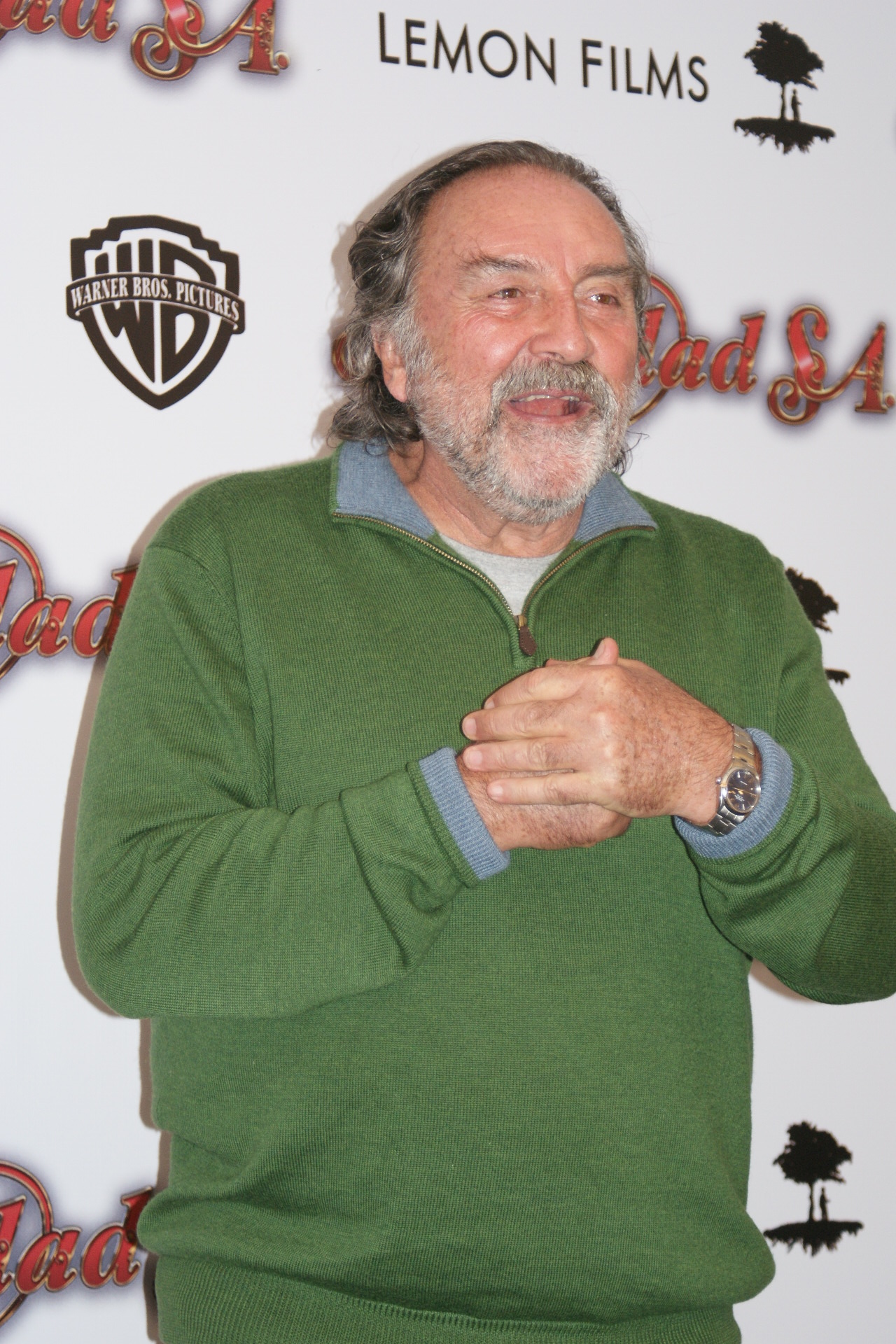
Armendáriz auf dem Filmfestival von Guadalajara im November 2008

Pedro Armendáriz junior (eigentlich Pedro Armendáriz Bohr; * 6. April 1940 in Mexiko-Stadt; † 26. Dezember 2011 in New York City, USA) war ein mexikanischer Schauspieler und der Präsident der Academia Mexicana de Artes y Ciencias Cinematográficas, die unter anderem den Filmpreis Premio Ariel vergibt.

## Leben
Armendáriz war der Sohn des mexikanischen Schauspielers Pedro Armendáriz und mit der mexikanischen Schauspielerin Ofelia Medina verheiratet. Er spielte in über 140 Filmen, beginnend 1965 in El chacorro und war auch als Gastdarsteller in US-amerikanischen Fernsehserien zu sehen. Mit Beginn der 1990er Jahre spielte er in zahlreichen renommierten Filmen,  darunter La ley de Herodes, Die Versuchung des Padre Amaro, Die Zeit der Schmetterlinge, Matando Cabos und – wie sein Vater trat er in einem James-Bond-Film auf – Lizenz zum Töten. Daneben war Armendáriz auch als Synchronsprecher tätig.

## Auszeichnungen
- 1977: Premio Ariel in der Kategorie „Bester Hauptdarsteller“ für den Film Mina, viento de libertad
- 2000: Premio Ariel in der Kategorie Bester „Nebendarsteller“ für den Film La ley de Herodes

## Filmografie (Auswahl)
- 1972: Der Todesritt der glorreichen 7 (The Magnificent Seven Ride!)
- 1974: Erdbeben (Earthquake)
- 1976: Columbo: Blutroter Staub (A Matter of Honor, Fernsehserie)
- 1981: Der Hornochse und sein Zugpferd (La Chèvre)
- 1984: Knight Rider  (Fernsehserie, 2 Folgen)[4][5]
- 1986: Tödliche Parties (Murder in Three Acts)
- 1989: James Bond 007 – Lizenz zum Töten (Licence to Kill)
- 1991–1992: Tropical Heat (Sweating Bullets, Fernsehserie)
- 1993: Tombstone
- 1997: Amistad
- 1998: Die Maske des Zorro (The Mask of Zorro)
- 1999: La ley de Herodes
- 2001: Die Zeit der Schmetterlinge (In the Times of the Butterflies)
- 2001: Original Sin
- 2002: Die Versuchung des Padre Amaro (El crimen del padre Amaro)
- 2003: Irgendwann in Mexico (Once upon a Time in Mexico)
- 2004: Matando Cabos (Matando cabos)
- 2012: Freelancers